# Paley Center for Media
El Paley Center for Media es una institución cultural estadounidense sin ánimo de lucro fundada en Nueva York en 1975 por William S. Paley, también conocida como Museum of Television & Radio (en español: Museo de la Televisión y la Radio), está dedicada a difundir y preservar el valor cultural y artístico de la radio y televisión. Su primer nombre fue Museum of Broadcasting (Museo de la Radiodifusión).
El Museo de la Televisión y la Radio pasó a llamarse Paley Center for Media el 5 de junio de 2007, para incorporar también a las nuevas tecnologías tales como Internet, streaming o podcasting, y por otro parte, para convertirse en un espacio en el cual los profesionales y creativos puedan discutir y debatir sobre el cambiante panorama de los medios.

## Sedes
La sede principal se encuentra en Nueva York. en el corazón del Midtown Manhattan, donde se expone una amplia colección de contenidos que han sido transmitidos por radio y televisión. En 1996 el Paley Center abrió una sucursal en la Costa Oeste, la cual quedaba en la calle North Beverly Drive n.º  465, en el sector de Beverly Hills, muy cerca a Rodeo Drive, en Los Ángeles. Este museo fue cerrado definitivamente en 2020.

### Nueva York
El Museo de la Radiodifusión original fue creado en 1975, gracias a una donación de 2 millones de dólares realizada por William S. Paley, abriendo el museo sus puertas el 9 de noviembre de 1976. La sede original contaba con dos pisos de un edificio de oficinas en la calle East 53rd Street n.º 1, muy cerca de la esquina de la calle 53 con la Quinta  Avenida, en pleno Manhattan. Paley fue el gran pionero y creador de la cadena CBS de radio y televisión de Estados Unidos.
El nombre del Museo de la Radiodifusión fue cambiado a Museo de la Televisión y la Radio luego de la mudanza del 12 de septiembre de 1991 al nuevo Edificio William S. Paley. El diseño de la nueva sede correspondió al arquitecto Philip Johnson, está ubicada en la calle West 52nd Street n.º 25, adyacente al famoso 21 Club. En 2007 el edificio de 16 pisos pasó a llamarse The Paley Center for Media, sede que cuenta con dos entradas desde la fachada principal, una a la izquierda para el personal administrativo, y otra para el público visitante a la derecha. 
La planta baja del museo de Nueva York cuenta con el área de orientación y la Galería Steven Spielberg, la cual es utilizada para exposiciones, recepciones y eventos de recaudación de fondos. Las reservas para usar la biblioteca del centro se hacen en la recepción. Además del ascensor, una escalera en el primer piso conduce al gran teatro del sótano. El cuarto piso cuenta con computadoras donde los visitantes buscan en la colección del museo. Los programas archivados se pueden visionar en distintos monitores y computadoras disponibles, tanto para individuos como para grupos.

### Los Ángeles

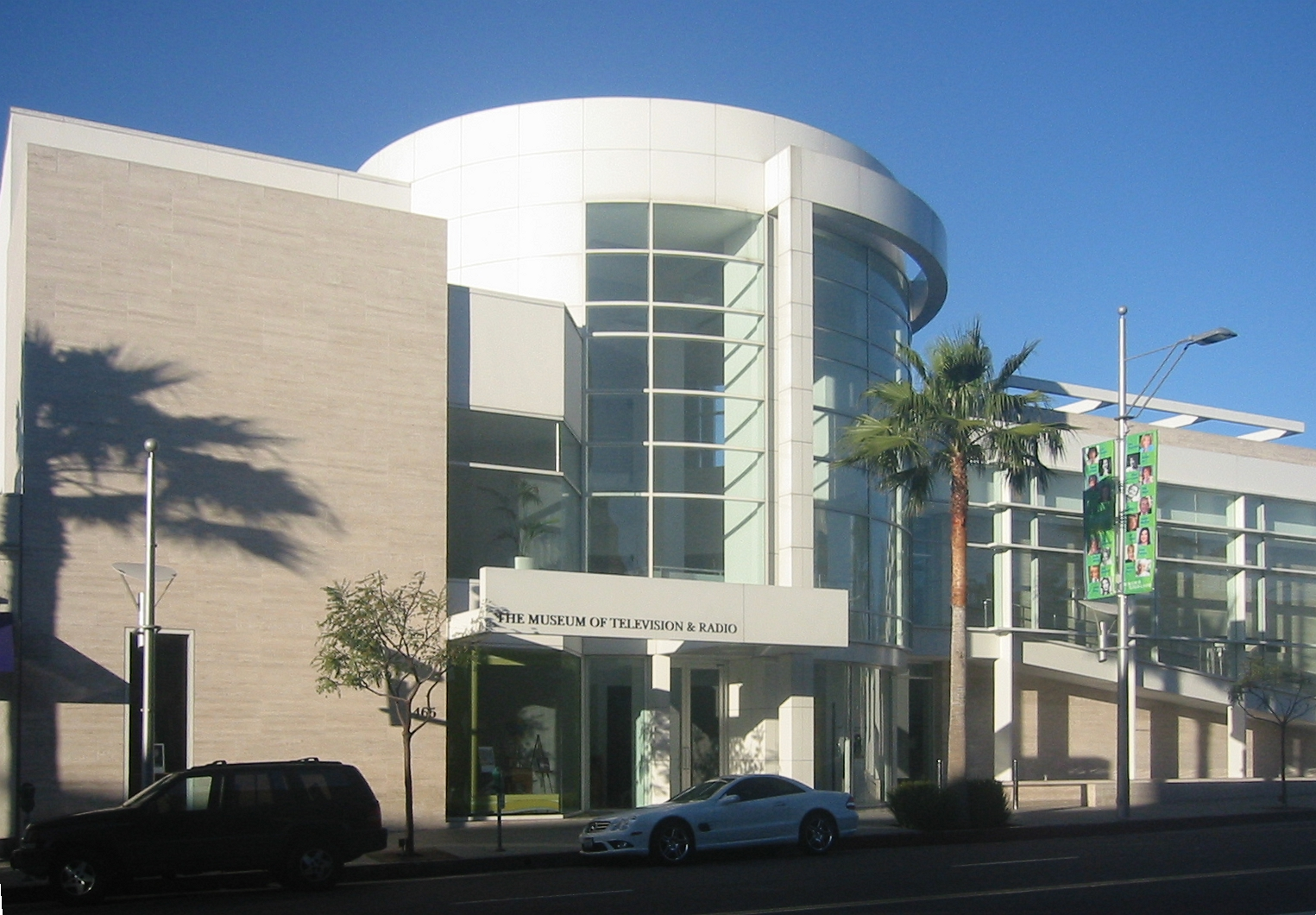
El antiguo Beverly Hills Paley Center for Media

El Museo de la Televisión y la Radio abrió sus puertas en Los Ángeles el 18 de marzo de 1996 en un nuevo edificio diseñado por Richard Meier, llamado edificio Leonard H. Goldenson. En la sede de Los Ángeles se presentaba una colección  de archivos duplicada de la original, depositada en Nueva York. Las salas recibieron el nombre de famosos patrocinadores, como vestíbulo Danny Thomas, área de recepción Aaron Spelling o fuente Garry Marshall. Las proyecciones se llevaban a cabo en el Teatro John H. Mitchell con capacidad para 150 espectadores. La sala de escucha de programas de radio Howard F. Ahmanson contaba con auriculares de cinco canales de sonido preprogramados.
A comienzos de 2020 el museo de Los Ángeles cerró y sus archivos fueron trasladados a la Biblioteca Pública de Beverly Hills, en tanto el personal se trasladó a una oficina en el vecino sector de Century City.

## Archivos
El Paley Center for Media está comprometido con la idea de que muchos programas de radio y televisión son obras importantes que deben conservarse para la posteridad. En lugar de coleccionar artefactos y recuerdos, el Paley Center comprende principalmente salas de proyección, incluidos dos teatros. Cerca de 160 000 programas de televisión, comerciales así como programas de radio se encuentran disponibles en la biblioteca del centro, y durante cada visita, los televidentes pueden seleccionar y ver programas en monitores individuales, accediendo a los programas de radio a través de estas mismas consolas.
Algunos programas de televisión son de la década de 1940, con programas de radio que datan de la década de 1920. El primer programa de televisión de la colección del Museo es una película muda producida por NBC en 1939, un melodrama de Dion Boucicault (The Poor of New York de 1857), con Norman Lloyd, George Coulouris y Jennifer Jones.
El museo no vende el material ni se permite sacarlo del recinto. La visualización de copias de programas de televisión son copias de cintas de vídeo de alta resolución de 8 mm. Los originales son guardados en una bóveda a las afueras de la ciudad, y la colección se encuentra en proceso de digitalización. El Paley Center ha adquirido muchos episodios perdidos de programas de televisión clásicos y ha producido documentales sobre la historia y el impacto de la televisión y la radio. En los últimos años, el centro ha patrocinado la visualización anticipada de episodios piloto de nuevos programas de las cadenas de televisión.

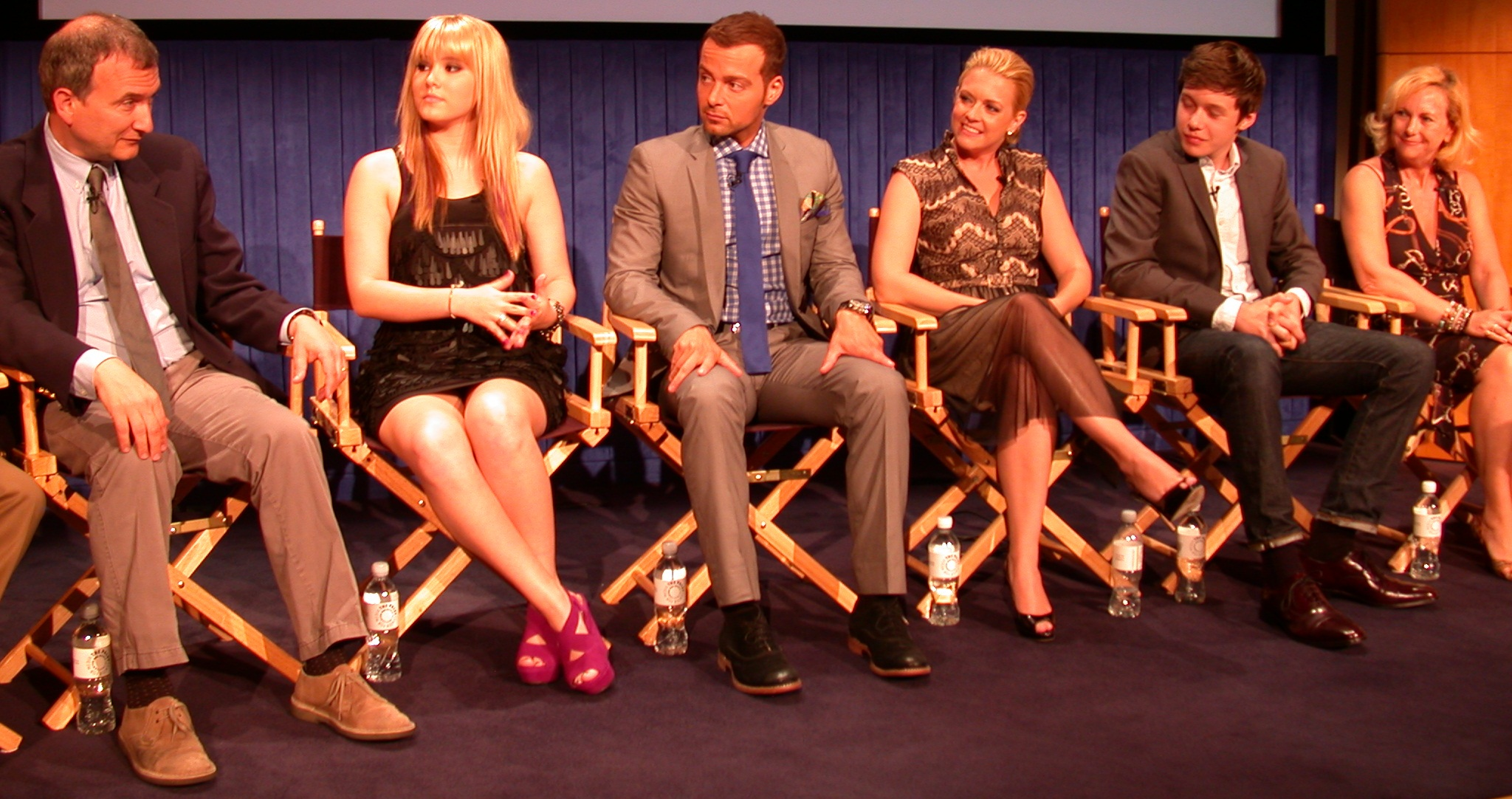
Elenco y equipo de Melissa & Joey en un evento del Paley Center

Diversos programas de televisión y radio fueron agregados a la colección tras ser descubiertos en archivos, y a través de donaciones de personas y organizaciones. En 2002 el museo llevó a cabo una proyección de la película de un ensayo nunca antes visto de Cenicienta de Rodgers y Hammerstein transmitida por televisión el 17 de marzo de 1957. Este ensayo se encontró en la bóveda de CBS, mientras el museo buscaba otros materiales «perdidos» de Cenicienta. Se creía que la noche de la transmisión en vivo, el programa fue grabado tanto en el kinescopio para registro en película cinematográfica,  como en cinta de video para ser luego transmitída en  la costa oeste. Buscando cualquiera de estos dos soportes, Jane Klain Directora de Investigación en las instalaciones de Nueva York, le pidió a CBS que buscara en sus bóvedas. La base de datos de CBS enumeró tres películas de 16 mm con segmentos de cinco minutos de Julie Andrews actuando en el programa. Cuando se trajo el primero de la bóveda de CBS, se descubrió que era el ensayo general completo.
El centro también es conocido por sus numerosos descubrimientos relacionados con programas de concursos. Los episodios de programas destruidos como High Rollers, Celebrity Sweepstakes, The Money Maze, la versión de Chuck Woolery de Wheel of Fortune, To Say the Least y episodios diurnos de The Hollywood Squares están disponibles para su visualización en la biblioteca. Los episodios de otros programas de juegos como Tattletales, Let's Make a Deal y The Gong Show también se encuentran allí archivados.

## Programación y educación
Los seminarios y entrevistas con figuras públicas se llevan a cabo con frecuencia, todos los cuales se graban y están disponibles para su posterior visualización en consolas individuales. Los participantes de los seminarios han incluido a Lucille Ball, Carol Burnett, Elvis Presley, Dick Cavett, Alan Alda, Al Franken, John Frankenheimer, James Garner, Bob Hope, Roy Huggins, Jack Paar, Dennis Potter, Dick Van Dyke y Gore Vidal . También están disponibles para su visualización seminarios con creadores y miembros del elenco de programas de televisión, tales como The Larry Sanders Show, Seinfeld, King of the Hill, Los Simpson, South Park, The Daily Show con Jon Stewart, Arrested Development, House, Battlestar Galactica y La Liga . Los paneles de discusión han abordado temas tan variados, que van desde cómo fue trabajar con Orson Welles hasta una celebración en la carrera del escritor Roy Huggins.
El PaleyFest fue un festival de televisión anual organizado por el Paley Center de Los Ángeles. El festival se realizaba anualmente en la primavera, y presentaba paneles compuestos creativos de programas de televisión como Community, Parks and Recreation, Mad Men y Lost, entre muchos otros. El festival se desarrollaba en lugares como el Teatro Bing del Museo de Arte del Condado de Los Ángeles, el teatro del Sindicato de Directores, el Cinerama Dome y el Teatro Saban en Beverly Hills. En 2014 el festival se realizó en el Dolby Theatre, el más grande de Hollywood.
Una versión virtual del PaleyFest se realizó en 2020 y 2021, utilizando plataformas como Yahoo! o Verizon.

### Programa de gestión avanzada de medios
En 2010, el Paley Center for Media anunció una asociación con IESE Business School para ofrecer el Programa de Gestión Avanzada en Medios y Entretenimiento o «Media AMP», un programa de posgrado para ejecutivos de medios y entretenimiento, para prepararlos para roles de liderazgo de alto nivel en sus empresas. Lanzado en enero de 2011, el objetivo del programa es acercar a los ejecutivos a los nuevos modelos de negocio, técnicas de gestión y tecnologías, incluyendo acceso a los líderes de la industria. Este programa en España se realiza a través de la Universidad de Navarra, sede Barcelona.
El plan de estudios de «Media AMP» cubre cuatro módulos durante un período de seis meses. Tres de los módulos se llevan a cabo en Nueva York y uno en Los Ángeles. Los temas clave de discusión incluyen: creación de valor, estrategia digital, control contable, financiero y de gestión, contenido y clientes, liderazgo, gestión de producción, tecnología y operaciones, emprendimiento e innovación, sistemas y estrategia de tecnologías de la información, economía de la gestión y análisis de decisiones, estrategia de mercadeo, entre otros.